# Murilo Couto
Murilo Martins do Couto (Belém, 13 de agosto de 1988) é um comediante, rapper e ator brasileiro. Fez parte do elenco do talk show The Noite com Danilo Gentili no SBT até abril de 2024.

## Carreira
Murilo Couto estudou publicidade e trabalhou como produtor em uma rádio. Iniciou a carreira artística no teatro em 2004. Foi um dos fundadores do Em Pé Na Rede, primeiro grupo de stand-up comedy paraense, em 2008.
Na televisão, começou em 2009, e logo entrou para o elenco de Malhação. Ficou na telenovela teen de novembro de 2009 a agosto de 2010. Pouco depois, passou a integrar o elenco fixo do Comédia em Pé, um dos precursores do stand-up comedy no Brasil. 

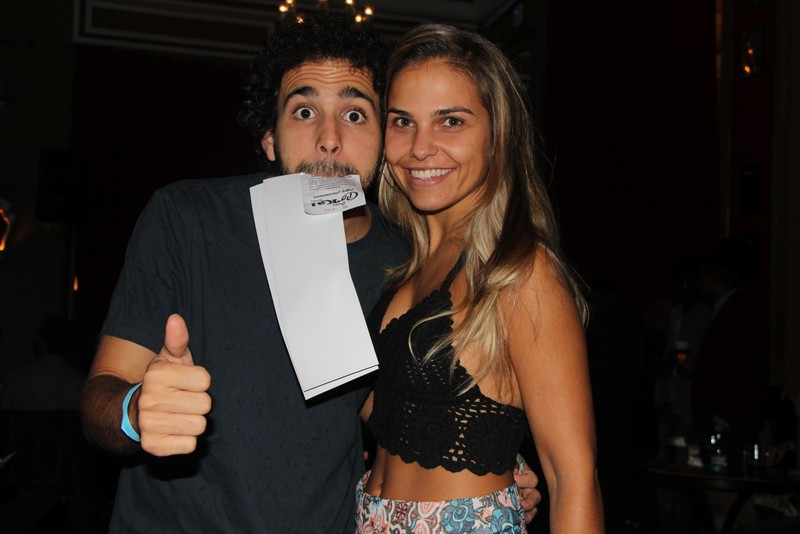
Murilo e sua produtora, Martina Möller

Em 2011, integrou o elenco do talk show Agora É Tarde na Rede Bandeirantes ao lado de Danilo Gentili, na Band até 2013, quando foi contratado junto com parte da equipe do Agora É Tarde, pelo SBT para fazer parte do talk show The Noite, também comandado por Danilo Gentili.
Murilo Couto, além da televisão, trabalha com stand-up, e tornou-se um youtuber. Seu canal do YouTube possui mais de 29 milhões de views e mais de um milhão de inscritos.
Seu estilo de humor é bastante polêmico, tendo causado confusão com diversas personalidades por conta de suas piadas pesadas e seus comentários ácidos sobre os acontecimentos da atualidade. Em muitas ocasiões, o ator se intitula como "o maior humorista negro do Brasil", afirmação que é entendida como uma frase de duplo sentido, pois pode se referir à pele ou então ao tipo de humor politicamente incorreto, chamado humor negro.
No final de 2016, disputou na Finlândia as etapas finais do prêmio The Funniest Person in the World, promovido pelo clube de comédia americano Laugh Factory.
Como músico, Couto atuou como baixista e tecladista da Banda Renatinho junto com os humoristas Nil Agra na bateria, Marco Gonçalves e Maurício Meirelles na guitarra e Tatá Werneck no vocal. Com a banda, fez parte do programa O Estranho Show de Renatinho, no Multishow, em 2016. Desde 2017, atua como rapper sob o nome artístico de "Emicouto". Em 26 de abril de 2024, Murilo Couto deixou o elenco do The Noite. A decisão do humorista de sair está relacionada à prioridade de dar às suas atividades no meio digital e ao stand-up.

## Filmografia

### Televisão
| Ano       | Título                       | Papel                 | Notas                  | Emissora   | Ref.   |
| --------- | ---------------------------- | --------------------- | ---------------------- | ---------- | ------ |
| 2009–2010 | Malhação                     | Alberto "Beto" Duarte | Como ator              | TV Globo   | [ 13 ] |
| 2011–2013 | Agora É Tarde                | Ele mesmo             | Repórter               | Band       | [ 14 ] |
| 2012      | A Liga                       | Ele mesmo             | Repórter               | Band       | [ 11 ] |
| 2014–2024 | The Noite com Danilo Gentili | Ele mesmo             | Repórter               | SBT        | [ 5 ]  |
| 2014      | Politicamente Incorreto      | Ele mesmo             | Participação como ator | Fox Brasil |        |
| 2016      | O Estranho Show de Renatinho | Ele mesmo             | Banda Renatinho        | Multishow  | [ 15 ] |
| 2021      | Exterminadores do Além       | Túlio                 |                        | SBT        | [ 16 ] |
| 2025      | Aberto ao Público            | Ele mesmo             | Elenco principal       | TV Globo   |        |

### Cinema
| Ano  | Título                                            | Personagem   | Ref.   |
| ---- | ------------------------------------------------- | ------------ | ------ |
| 2018 | Exterminadores do Além Contra a Loira do Banheiro | Túlio        | [ 17 ] |
| 2019 | O Amor Dá Trabalho                                | Jesus Cristo | [ 18 ] |

### Internet
| Ano           | Título         | Cargo        | Plataforma |
| ------------- | -------------- | ------------ | ---------- |
| 2016–presente | "Murilo Couto" | Apresentador | YouTube    |

## Discografia
| Ano  | Título                                             | Estúdio      | Visualizações | Ref.   |
| ---- | -------------------------------------------------- | ------------ | ------------- | ------ |
| 2017 | "Multa"                                            | independente | + 1,6 milhões | [ 19 ] |
| 2017 | "Tô na América"                                    | independente | + 1 milhão    | [ 20 ] |
| 2018 | "Disscarga"                                        | RapBOX       | + 6 milhões   | [ 21 ] |
| 2018 | "Menino Tite"                                      | independente | + 717 mil     | [ 22 ] |
| 2018 | "Roupa de Frio no Calor" (part. RalphTheKiD & NOX) | ONErpm       | + 2 milhões   |        |
| 2018 | "Bumbum no Muro" (Prod. Yuri Martins)              | independente | + 596 mil     |        |
| 2020 | "Álcool Gel" (ft. Lil Lucaxxx) (Prod. Mortão VMG)  | independente | + 3 mil       |        |
| 2020 | "Elon Musk, O Pika das Galáxias" (ft. Lil Lucaxxx) | independente | + 7 mil       |        |
| 2021 | "Elon Musk" (ft. Lil Lucaxxx)                      | independente | + 56 mil      |        |
| 2021 | "SLIMER" (ft. Emicouto) (Prod. RalphTheKiD)        | independente | + 56 mil      |        |

Couto também tem dois alter egos utilizados para satirizar:
- Emicouto – Alter ego criado para fazer paródias de músicas de rap, satirizando o comportamento dos cantores do gênero.
- Murilo Coach – Personagem criado para satirizar as técnicas empregadas pelos coachs. A ideia ocorreu em um programa de comédia de Diogo Portugal, quando um dos comediantes convidados fez um trocadilho com o nome de Murilo Couto.

## Prêmios e indicações
| Ano  | Prêmio       | Categoria          | Indicação     | Resultado |
| ---- | ------------ | ------------------ | ------------- | --------- |
| 2022 | Prêmio iBest | Influenciador Pará | Murilo Couto  | Pendente  |
| 2024 | Prêmio iBest | Humorista do Ano   | Murilo Couto  | Pendente  |
| 2024 | Prêmio iBest | Influenciador Pará | Murilo Couto  | Pendente  |
| 2024 | Prêmio iBest | Stand-up           | Ideias Soltas | Pendente  |